# Diabolik (film)
Diabolik (ook bekend als Danger: Diabolik) is een Italiaans-Franse actie en misdaadfilm van Mario Bava uit 1968. Het verhaal is gebaseerd op de gelijknamige populaire Italiaanse stripreeks.

## Verhaal
De film draait om de meesterdief Diabolik en zijn handlangster Eva Kant. Ze slijten hun dagen met het stelen van grote rijkdommen van de Italiaanse overheid. Ze opereren vanuit een ondergrondse schuilplaats in de bergen.
Wanneer ze een grote hoeveelheid drugs stelen krijgen ze ook de wrede maffiabaas Ralph Valmont achter zich aan. Ralph sluit een deal met Inspecteur Ginko. Als hij Diabolik weet te vangen en aan de politie uitlevert zal de inspecteur Ralph ongestoord zijn gang laten gaan.
Tegelijkertijd zet de politie ook een val. Men laat via de media weten dat een waardevolle halsketting in een kasteel wordt bewaard. Diabolik weet de ketting echter toch te stelen.
Nu is het de beurt aan Ralph. Een van zijn handlangers weet Eva op te sporen en haar te ontvoeren. Diabolik komt 10 miljoen dollar losgeld brengen plus de halsketting. Deze overdracht is echter een val. Diabolik weet Ralph en zijn handlangers te doden en Eva weg te krijgen. Zelf zit hij in de val. Met een speciaal medicijn weet Diabolik zichzelf schijndood te maken. Aan het begin van de autopsie komt hij weer tot leven en Eva krijgt de halsketting vervolgens voor haar verjaardag.
Diabolik gaat nu zijn grootste slag staan. De staat gaat 22 ton goud vervoeren. Deze hoeveelheid is samengesmolten tot één blok en dit wordt in een grote kluis op een zwaarbeveiligde trein vervoerd. Diabolik en Eva zorgen ervoor dat de trein een andere route moet nemen. Zodra de trein vervolgens over een brug rijdt, wordt de brug opgeblazen en stort de trein in het water. Onder water weten ze de lading te bergen.
Diabolik en Eva hebben één stap van de politie over het hoofd gezien: Via een radioactief spoor weet de politie de container, en dus de schuilplaats, op te sporen. Terwijl Diabolik het goud aan het omsmelten is doet de politie een inval. Diabolik weet Eva weer weg te krijgen en smelt zichzelf in in het goud. Weer denkt de politie dat hij dood is. De film eindigt, maar de suggestie wordt gewekt dat Eva het goud zal stelen om hem te bevrijden.

## Rolbezetting
| Acteur           | Personage            |
| ---------------- | -------------------- |
| John Phillip Law | Diabolik             |
| Marisa Mell      | Eva Kant             |
| Michel Piccoli   | Inspecteur Ginko     |
| Adolfo Celi      | Ralph Valmont        |
| Claudio Gora     | Politiecommissaris   |
| Mario Donen      | Sergeant Danek       |
| Renzo Palmer     | Assistent            |
| Caterina Boratto | Lady Clark           |
| Lucia Modugno    | Prostituee           |
| Annie Gorassini  | Rose                 |
| Carlo Croccolo   | Vrachtwagenchauffeur |

## Achtergrond
De film wordt vaak gezien als kunstwerk op zich. De weergegeven scènes, decors en kleuren zijn een Psychedelische mix van Pop-art en Futurisme.
Omdat de decors voor de panoramascènes in de schuilplaats te duur zouden worden zijn deze met een bijzondere trucagetechniek in de film verwerkt: Bepaalde delen van het decor zijn echt terwijl andere delen een maquette zijn. De verschillende delen werden tegelijkertijd gefilmd door heel precies spiegels voor de camera te plaatsen waardoor de decors tot één geheel worden gemaakt.
De film is redelijk trouw aan de strips qua verhaal. Alleen de rol van Eva is sterk aangepast. In de film heeft ze meer de rol van dame in gevaar dan die van Diaboliks partner. Hoewel de hoofdpersonen dieven zijn en geen enkele moeite hebben om tegenstanders uit de weg te ruimen, worden ze toch als helden uitgebeeld.
Diabolik werd gebruikt in de laatste aflevering van Mystery Science Theater 3000 en in 1998 geparodieerd in de videoclip Body Movin' van de Beastie Boys en Fatboy Slim.
In 2021 werd een remake van de film uitgebracht.